# Grande Arche
Grande Arche de la Fraternité er et monument i form af en triumfbue i kontor- og forretningskvarteret La Défense vest for Paris. Det er også kendt som Arche de la Défense, La Grande Arche eller på dansk Menneskehedens Triumfbue.
En international arkitektkonkurrence blev udskrevet i 1982 på initiativ af den franske præsident François Mitterrand og vundet af den danske arkitekt Johan Otto von Spreckelsen i samarbejde med den danske civilingeniør Erik Reitzel. Deres projekt var en moderne udgave af Triumfbuen; dog ikke et monument for militære triumfer, men for menneskeheden og de humanistiske idealer. Byggeriet blev påbegyndt i 1985. Spreckelsen forlod projektet i sommeren 1986 og overgav arkitektarbejdet til sin partner, den franske arkitekt Paul Andreu. Reitzel fortsatte sit arbejde, til byggeriet var færdigt i 1989.
Grande Arche blev indviet i juli 1989 med store festligheder og et G7-topmøde i monumentets tagetage. Samtidig var der i Paris store militærparader og farverige optog som markering af 200-året for den franske revolution.
Grande Arche er en næsten perfekt kubus (højde: 111 meter. Bredde: 107 meter. Dybde: 112 meter. Det er blevet antydet, at bygningen ligner en firedimensional hyperkubus, projiceret ind i vores tredimensionelle verden. Kubens ramme af beton er dækket af glas og carrara-marmor og selve byggeret stod detfranske entreprenørfirma Bouygues for.
Dens idé er at afslutte monumentalaksen Axe historique, der går gennem Paris. Grande Arche er, underligt nok, drejet i en vinkel på 6,33° i forhold til aksen; men denne drejning er ganske fornuftig: Med en métrostation, en RER-station og en motorvej alle placeret direkte under bygningen var vinklen den eneste måde, der kunne skabes plads til bygningens 12 gigantiske fundamenter. Drejningen blev foreslået af ingeniøren allerede i konkurrencefasen og accepteret af arkitekten, da den ville fremhæve monumentets dybde og skabe symmetri med det tilsvarende vinklede Louvre i aksens modsatte ende. En sekundær akse går fra Grande Arche via Eiffeltårnet til det 209 meter høje Tour Montparnasse.
De to sider af Grande Arche huser regeringskontorer. Tagetagen, der har et areal på mere end 1 hektar, rummer et udstillingscenter. Den lodrette struktur, der er synlig på fotografiet, er et udvendigt elevatortårn i spinkle rustfri stålstænger, formgivet efter reglerne i konstruktiv minimalisme. I dette tårn kører fire elevatorkabiner i glas og stål. Gennem elevatortårnets minimalkonstruktion ser man over Paris og bliver løftet de 100 meter op fra soklen til monumentets tagetage.
I 1999 besteg den franske "byklatrer" Alain "Spiderman" Robert bygningens ydervæg kun ved brug af sine hænder og fødder og uden nogen form for sikkerhedsanordninger.
I filmen Godzilla: Final Wars fra 2004 er den et af de parisiske monumenter, der bliver ødelagt af kæmpeinsektet Kamacuras.